# Noorderkanaal (Rotterdam)
Het Noorderkanaal is een water in Rotterdam dat de verbinding vormt tussen de Rotterdamse Schie en de kruising met de Rotte en de Boezem, de vaarweg naar de Kralingse Plas  Het kanaal sluit tevens aan op de uitmonding van het Schie-Schiekanaal, dat eerder werd gegraven, tussen 1928 en 1933.
De plannen voor dit kanaal dateerden al van 1892. Op 29 maart 1906 werd eindelijk besloten tot de feitelijke aanleg, maar het zou nog tot 1933 duren voor een begin met de aanleg werd gemaakt. In 1938 was het kanaal gereed.
In het midden van het kanaal is een schutsluis, de Bergsluis, voor boten met een diepgang tot 2 meter. De sluis is geopend van april tot oktober.
Het Noorderkanaal werd voor de oorlog al gebruikt als ligplaats door oud-schippers. Het was daarmee een plaats om te kunnen wonen op het schip na het beëindigen van het vrachtvaren in de beroepsscheepvaart. Na het bombardement op Rotterdam van 14 mei 1940 was de behoefte aan nieuwe huisvesting groot en werden vanwege de toen heersende woningnood op de wal langs het Noorderkanaal lange rijen houten noodwoningen gebouwd Op de nog beschikbare ligplaatsen op het water werden er woonboten afgemeerd die niet uit de beroepsscheepvaart afkomstig waren maar speciaal waren gebouwd om op te wonen. Het was oorspronkelijk de bedoeling dat deze noodhuisvesting na een aantal jaren weer zouden verdwijnen, maar in de loop der jaren is het watergebonden wonen een gewilde manier van wonen geworden. Zijn de oorspronkelijke woonboten vervangen door woningen met meer comfort. Ook de wet- en regelgeving rond het wonen op het water is gewijzigd van regels voor een eigenlijk ongewilde woonvorm naar een  gereguleerde en genormaliseerde woonvorm.
Het kanaal wordt naast het wonen op het water nu veelal voor de waterrecreatie waaronder de pleziervaart gebruikt.
Het Noorderkanaal vormt de noordgrens van de wijken Overschie, Blijdorp, Bergpolder, Liskwartier en het Oude Noorden.